# ŠK Željezničar Zagreb
Športski klub Željezničar bio je hrvatski sportski klub. 
Osnovan je 1. svibnja 1914. godine pod nazivom Željezničarski športski klub Viktorija. Osnivači kluba bili su B. Krčelić, Ć. Došek, J. Komotar, M. Najman i J. Soltan, a predsjednik Viktor Hein. Osim nogometne, klub je imao atletsku, biciklističku, hazenašku, kuglačku, boksačku, zimsko-sportsku, stolnotenisku i prosvjetno-zabavnu sekciju. Klupsko sjedište bila je Radiona državnih željeznica, a boje plava i bijela.

## Povijest nogometne sekcije
Klub je odmah uredio igralište iza željezničkih radionica na kolodvoru. Nakon Prvog svjetskog rata ima s Viktorijom zajedničko igralište na Miramarskoj cesti. 1919. godine mijenja naziv u Športski klub Željezničar. 1922. godine osvaja jubilarni pehar na turniru Marsonije u Slavonskom Brodu i Hermesa u Ljubljani. Na turneji u Grčkoj 1924. godine pobjeđuju u sve četiri odigrane utakmice. Od sezone 1924./25. nastupa u 1. razredu Zagrebačkog nogometnog podsaveza. Godine 1928. osvojio je turnir Bloka radničkih klubova. Godine 1940. prvak je Zagrebačkog nogometnog podsaveza, te prvak doigravanja za Hrvatsku ligu. U ljetu 1941. ujedinjuje se s klubom ZEC (Zagrebačka električna centrala), te mijenja naziv u Hrvatski željezničarski športski klub. Jednu od najjačih postava svih vremena imao je 1944. godine. Tri dana prije raspuštanja kluba odlukom Ministra narodnog zdravlja Federalne države Hrvatske (6. lipnja 1945. godine), željeznički i prometni djelatnici osnovali su novi klub Fizkulturno društvo Lokomotiva, te je tako klub nastavio djelovati unutar novoosnovanog društva.

## Učinak po sezonama
| Sezona    | Razred | Liga              | Broj momčadi | Mjesto                | Sus. | Pob. | Neo. | Por. | Po.p. | Pr.p. | Bod. |
| --------- | ------ | ----------------- | ------------ | --------------------- | ---- | ---- | ---- | ---- | ----- | ----- | ---- |
| 1940./41. | I.     | Hrvatska liga     | 10           | 8.                    | 18   | 2    | 6    | 10   | 20    | 43    | 10   |
| 1941.     | I.     | Hrvatska liga     | 9            | 3.                    | 8    | 5    | 2    | 1    | 18    | 12    | 12   |
| 1942.     | I.     | Hrvatska liga     | 16           | četvrtzavršna skupina | 4    | 0    | 0    | 4    | 3     | 13    | 0    |
| 1942./43. | I.     | Prvenstvo Zagreba | 8            | 5.                    | 14   | 5    | 3    | 6    | 25    | 25    | 13   |
| 1943./44. | I.     | Prvenstvo Zagreba | 8            | 4.                    | 14   | 8    | 1    | 5    | 30    | 16    | 17   |
| 1944.     | I.     | Hrvatska liga     | 7            | poluzavršna skupina   | 6    | 2    | 0    | 4    | 4     | 7     | 4    |
| 1945.     | I.     | Prvenstvo Zagreba | 10           | 1.                    | 2    | 2    | 0    | 0    | 6     | 0     | 4    |